# Димана Крастевич
Димана Крастевич (нар. 26 березня 1982) — колишня болгарська тенісистка.
Найвищу одиночну позицію світового рейтингу — 222 місце досягла 3 листопада 2003, парну — 179 місце — 21 червня 2004 року.
Здобула 1 парний титул туру ITF.

## Фінали ITF

### Одиночний розряд: 3 (3 поразки)
| Легенда          |
| ---------------- |
| Турніри $100,000 |
| Турніри $75,000  |
| Турніри $50,000  |
| Турніри $25,000  |
| Турніри $10,000  |

| Фінали за покриттям |
| ------------------- |
| Тверде (0–0)        |
| Ґрунт (0–3)         |
| Трава (0–0)         |
| Килим (0–0)         |

| Результат | W–L | Дата     | Турнір                            | Рівень | Покриття | Суперниця         | Рахунок       |
| --------- | --- | -------- | --------------------------------- | ------ | -------- | ----------------- | ------------- |
| Поразка   | 0–1 | Жов 2000 | ITF Софія, Болгарія               | 10,000 | Ґрунт    | Natalia Bogdanova | 2–4, 1–4, 0–4 |
| Поразка   | 0–2 | Сер 2002 | ITF Енсхеде, Нідерланди           | 10,000 | Ґрунт    | Даніела Кікс      | 2–6, 5–7      |
| Поразка   | 0–3 | Сер 2002 | ITF Алфен-ан-ден-Рейн, Нідерланди | 10,000 | Ґрунт    | Леслі Буткевіч    | 1–6, 6–2, 2–6 |

### Парний розряд: 4 (1–3)
| Легенда          |
| ---------------- |
| Турніри $100,000 |
| Турніри $75,000  |
| Турніри $50,000  |
| Турніри $25,000  |
| Турніри $10,000  |

| Фінали за покриттям |
| ------------------- |
| Тверде (0–1)        |
| Ґрунт (1–2)         |
| Трава (0–0)         |
| Килим (0–0)         |

| Результат | W–L | Дата     | Турнір                     | Рівень | Покриття | Партнерка         | Суперниці                       | Рахунок       |
| --------- | --- | -------- | -------------------------- | ------ | -------- | ----------------- | ------------------------------- | ------------- |
| Поразка   | 0–1 | Чер 1998 | ITF Бургас, Болгарія       | 10,000 | Ґрунт    | Филипа Габровська | Калина Діанкова Antonella Pozzi | 6–1, 4–6, 2–6 |
| Поразка   | 0–2 | Сер 2002 | ITF Енсхеде, Нідерланди    | 10,000 | Ґрунт    | Орелі Веді        | Даніела Кікс Аннетте Кольб      | 1–6, 5–7      |
| Перемога  | 1–2 | Чер 2003 | ITF Ленцергайде, Швейцарія | 25,000 | Ґрунт    | Марія Коритцева   | Claudia Kuleszka Ліна Станчюте  | 6–3, 6–2      |
| Поразка   | 1–3 | Лис 2003 | ITF Пуебла, Мексика        | 25,000 | Тверде   | Тіффані Дабек     | Стефані Гезлетт Кейсі Смеші     | 1–6, 5–7      |